# Аббатство Святого Медарда
Аббатство Святого Медарда в Суасоне (фр. Abbaye Saint-Médard de Soissons) — ныне не действующий бенедиктинский монастырь, основанный в VI веке.
Аббатство было основано около 557 года Хлотарем I, королём франков. По преданию, когда святой Медард, епископ Нуайона и Турне, скончался, король не позволил похоронить его ни в одном из этих двух городов и собственноручно отнёс тело святого в свою столицу — Суасон. На месте его могилы должен был быть возведён монастырь, но сам Хлотарь умер до завершения строительства. Он успел, однако, распорядиться, чтобы его сын, Сигиберт I, завершил начатое, а также выразил желание быть погребённым рядом со святым Медардом. Позднее в монастыре будет похоронен и сам Сигиберт.
Со временем аббатство стало важным политическим и духовным центром, в том числе и потому, что в нём находились могилы двух королей. Именно здесь, в 751 году, будет помазан на царство Пипин Короткий, основатель династии Каролингов.
С VII по X век аббатство пользовалось щедрым покровительством королей и императоров. В 804 году здесь останавливался папа римский Лев III. В аббатстве нередко бывал Людовик Благочестивый. При нём роль аббатства значительно возросла, особенно после того как в 826 году сюда были перенесены мощи Святого Себастьяна, что вызвало приток паломников со всей Европы.

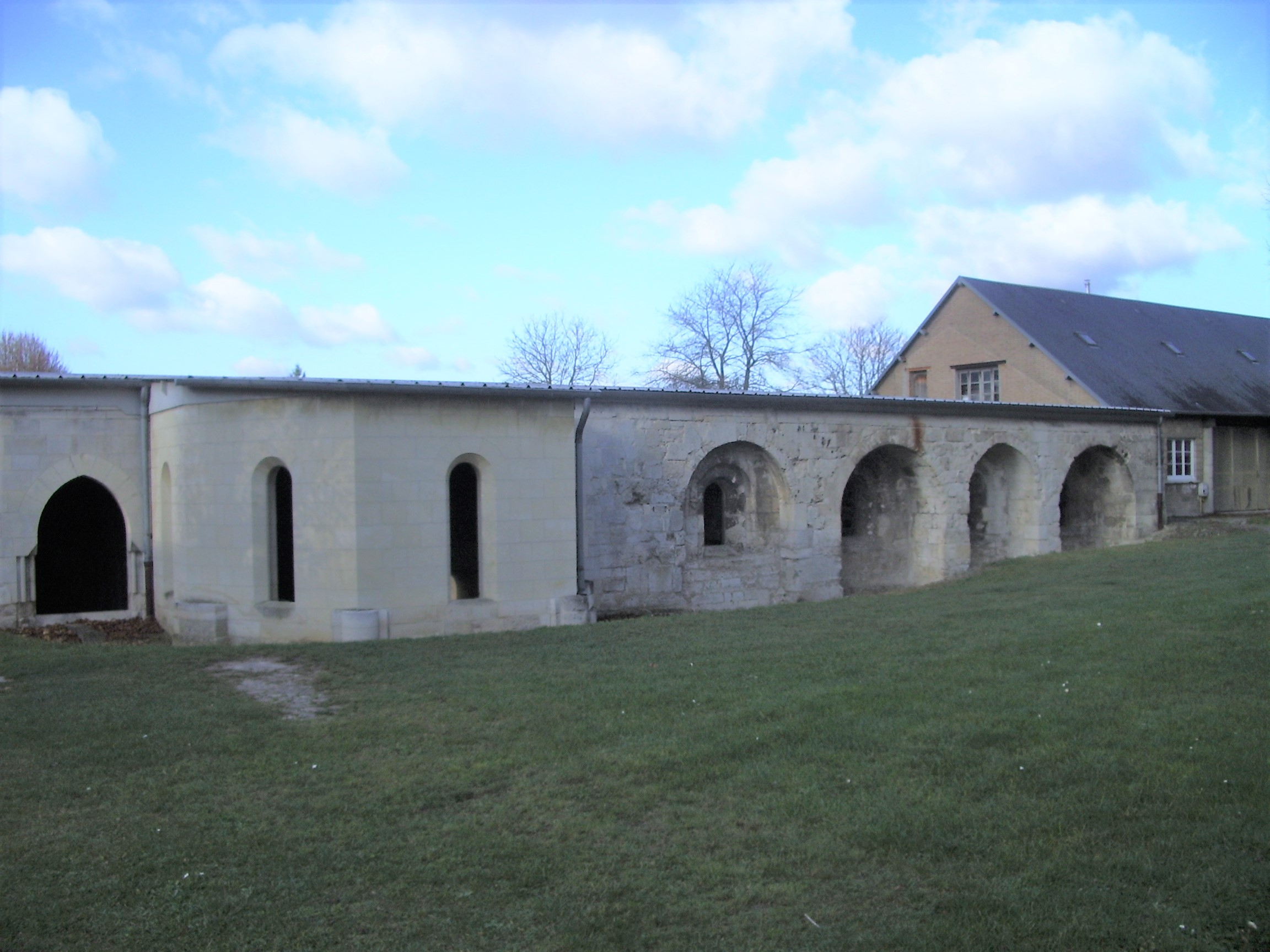
Сохранившаяся крипта

Однако аббатству пришлось пережить и ряд бедствий. Около 884 года его разграбили норманны; в 886 году оно подверглось нападению викингов, а позднее — венгров. Средоточием королевской власти постепенно становился Париж, и Суасон, а вместе с ним и аббатство, ушли на второй план.
Новый расцвет монастырь переживает в XII веке: он заново отстраивается, в нём освящается новый храм. Строительство продолжается и в XIII веке.
Однако с XVII века, со времён Столетней войны, начинается необратимый упадок монастыря. Его завершает Революция, после которой аббатство остаётся в руинах. До наших дней сохранились только крипта, главные ворота и одна из башен окружавшей аббатство стены. По легенде, именно в этой башне был заточён осуждённый за свои сочинения Абеляр.